# 국도 제1호선 (미국)
미국의 국도 제 1호선(키웨스트 ~ 포트켄트 선, US Route 1 Key West~Fort Kent Route)은 미국 플로리다주 키웨스트에서 메인주 포트켄트를 연결하는 연장 2369mi의 국도이다. 미국 동부의 남북 축을 잇는 도로로 주간고속도로 제95호선과 비슷한 구간을 이루고 있다.
1926년 마이애미와 포트켄트 사이의 노선으로 개통하였으며, 1938년 오버시즈 하이웨이(Overseas Highway)가 개통하면서 시점이 마이애미에서 키웨스트로 변경되었다.

## 역사

뉴잉글랜드 1번 도로 노선표기

US 1의 직접적인 전신인 애틀랜틱 하이웨이(Atlantic Highway)는 1911년 퀘벡-마이애미 국제 고속도로로 개통된 자동차도로였다. 1915년에 애틀랜틱 하이웨이로 개칭되었고, 북쪽 종착지는 메인주 캘레스로 바뀌었다. 자동차 트레일 지정의 중복으로 인해, 이 노선의 일부에는 보스턴과 뉴욕 사이의 보스턴 포스트 로드, 뉴욕과 필라델피아 사이의 링컨 하이웨이, 필라델피아와 볼티모어 사이의 볼티모어 파이크, 그리고 동부 조지아 남부의 딕시 하이웨이와 같은 공통적인 이름이 남아 있었다. 조지아주 오거스타 북쪽의 고속도로는 일반적으로 대서양 연안 평원의 늪 동쪽보다는 동부 U.S. 폴 라인을 따라갔다. 브리켈 애비뉴(Brickell Avenue)는 마이애미 강 바로 남쪽에서 리켄배커 코즈웨이까지 마이애미에 위치한 2.4-마일 (3.9 km) 연장선에 붙인 이름이다.
1922년 뉴잉글랜드 도로 지정 시스템이 구축되었을 때 뉴잉글랜드내 애틀랜틱 하이웨이는 1번으로 지정되었고, 24번은 마다와스카 북쪽까지 이어졌다. 뉴욕주는 1924년 자체 1번 국도를 가지고 번호를 뉴욕시로 연장했다. 다른 주들은 자체적인 번호 지정 시스템을 채택했고, 1926년까지 메릴랜드주를 제외한 모든 주는 애틀랜틱 하이웨이를 다양한 노선 번호로 지정했으며, 주로 주 경계선에서 번호가 변경되었다. 1925년, 주간 고속도로 합동위원회는 애틀랜틱을 따라 US 1을 포함하여 주들이 표시된 주간선의 예비 목록을 작성했다. 이 고속도로는 메인주 포트 켄트에서 시작하여 기존의 24번 도로를 따라 훌튼까지, 그리고 15번 도로를 지나 방고르까지 이어졌으며, 그 너머로는 일반적으로 애틀랜틱 하이웨이를 따라 마이애미까지 이어졌다. 애틀랜틱 하이웨이에서 유일하게 큰 편차는 조지아주 오거스타와 플로리다주 잭슨빌 사이에 있었으며, 여기서 US 1은 서배너를 경유해 애틀랜틱 하이웨이를 따라가지 않고 내륙 노선으로 배정되었다.
1926년 최종 번호 부여가 채택되기 전에 이 시스템에 대해 이루어진 많은 변화들 중 하나는 메인주에 있는 US 1과 관련이 있었다. 1925년 계획은 US 1을 홀튼과 뱅거 사이의 짧은 내륙 노선(15호선)에 배정했고, US 2는 칼레스를 경유하는 더 긴 해안 노선을 따랐다. 1926년에 채택된 이 제도에서는 US 2가 대신 내륙 노선을 취했고, US 1은 해안을 따라 뉴잉글랜드의 옛 24번과 1번 노선을 모두 흡수하였다. US 1 초기에는 종종 평행한 초고속도로(superhighway)로 지역 및 지역의 많은 이전이 이루어졌다. 여기에는 1932년 풀라스키 스카이웨이(Pulaski Skyway) 개통과 함께 완공된 뉴저지 25번 주도 4차선 분할과 1931년 개통된 월도-핸콕 대교가 포함된 뱅고르의 우회도로가 포함됐다. 마이애미에서 키웨스트로 가는 오버시즈 하이웨이는 1938년에 완공되었고, 곧 US 1의 남부 연장이 되었다.

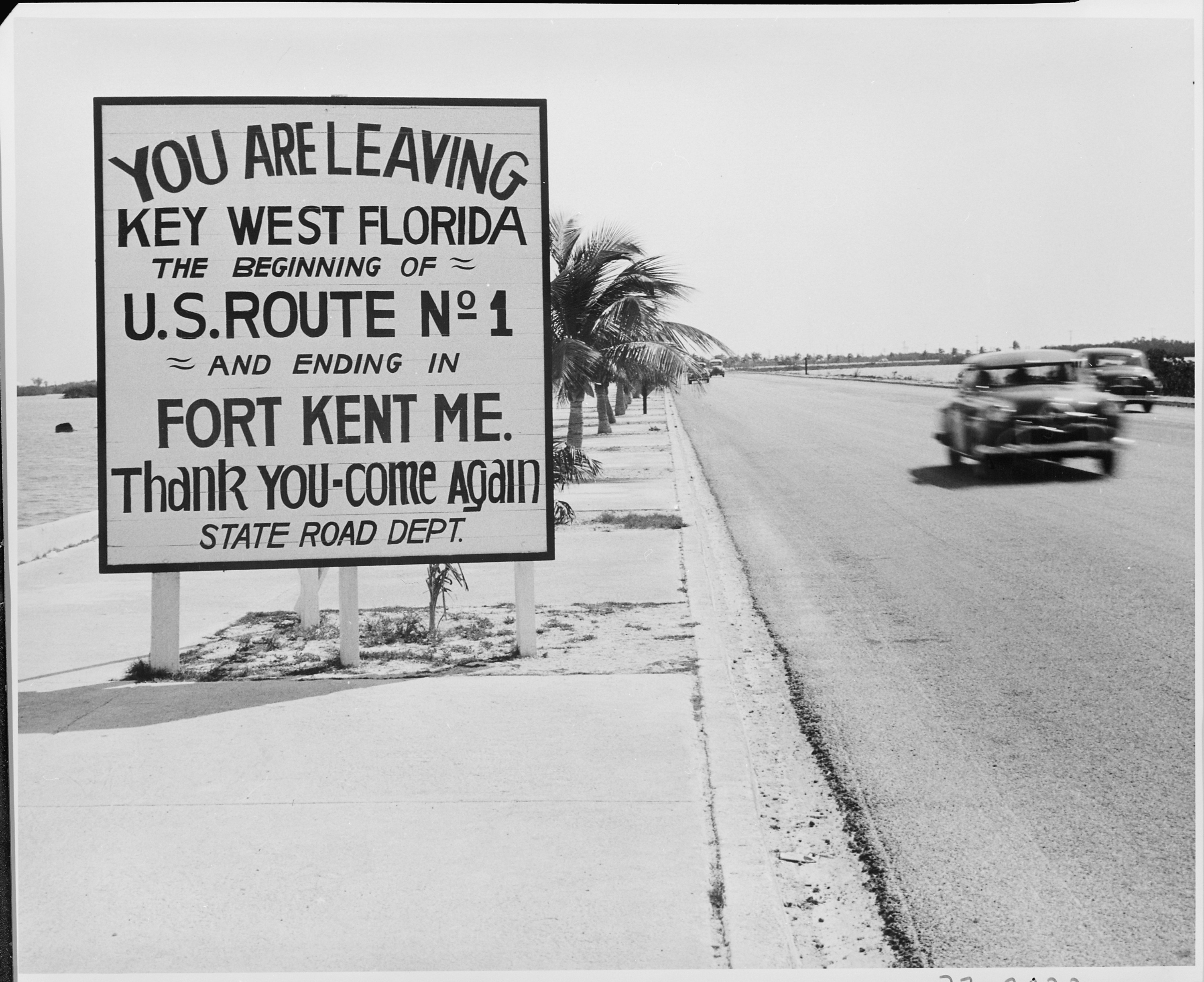
1951년 3월 국도 제1호선 기점

1950년대 이후 주간고속도로가 건설되면서 홀튼에서 마이애미에 이르는 US 1의 상당 부분이 95번 주간고속도로와 중복되었다. 홀튼과 브런즈윅 사이에 I-95는 더 짧은 노선으로, 1925년에 US 1에 제안된 조정에 따라 US 2와 평행화했다. 필라델피아와 볼티모어 사이에 I-95는 US 1에서 나오고 윌밍턴을 통과한다. I-95와 US 1은 버지니아주 피터스버그와 플로리다주 잭슨빌 사이의 다른 경로를 따른다. US 1이 해안 평야 서쪽의 폭포선을 따라가는 동안 I-95는 평야와 늪을 통과하는 더 직접적인 경로를 택한다. 비록 US 1의 이 구간 중 일부는 다른 중간지대가 뒤따랐지만—
피터스버그와 헨더슨 사이의 I-85, 그리고 캠든과 오거스타 사이의 I-20—나머지는 여러 곳에 4차선이 있는 독립된 구간으로 남아있다. 1970년대 후반에 이르러 I-95의 대부분 구간이 완성되어, US 1을 동부 해안의 주요 경로로 대체하고, 그 대부분을 지방도로로 격하하였다.

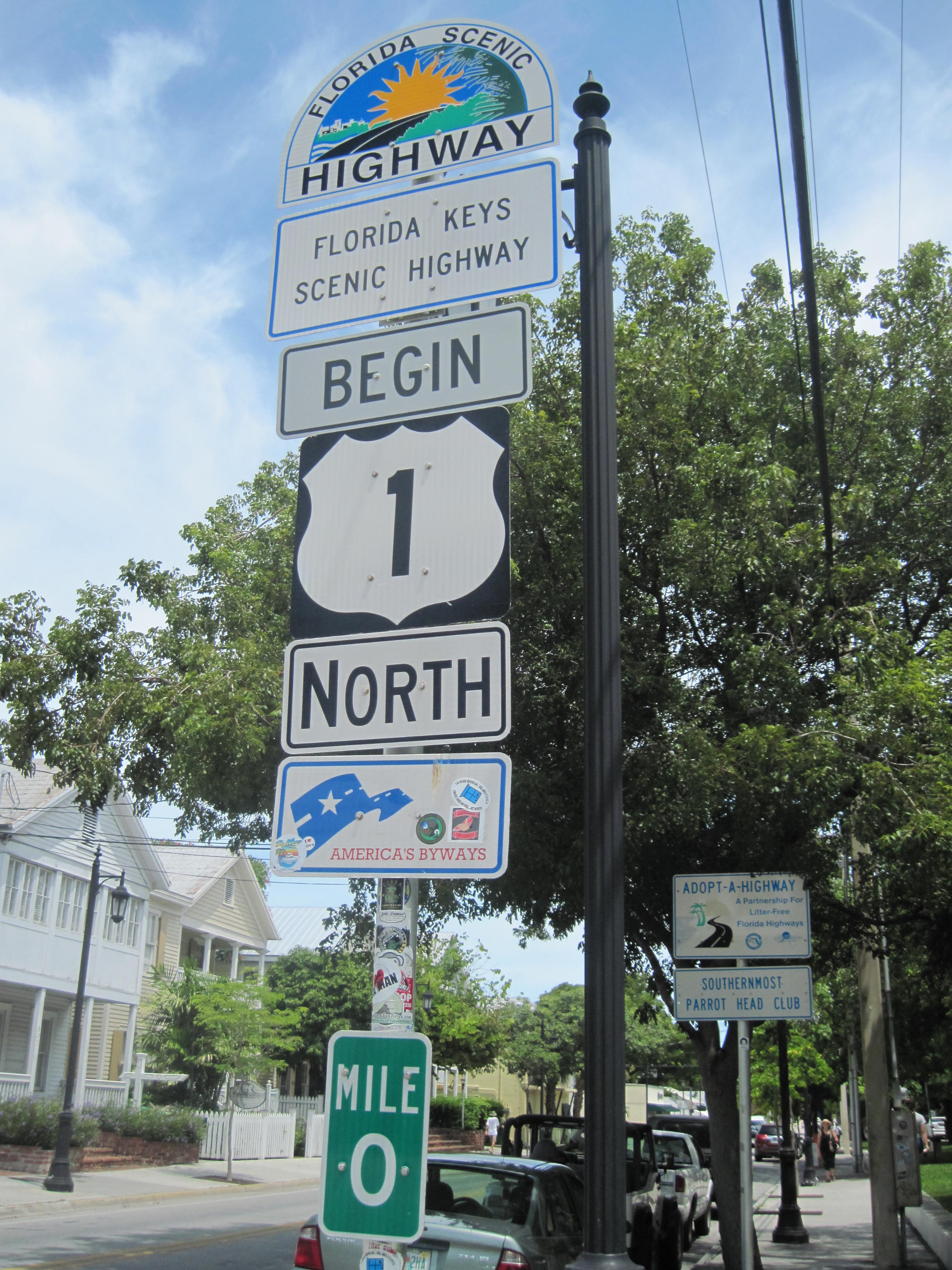
키 웨스트의 기점표지판

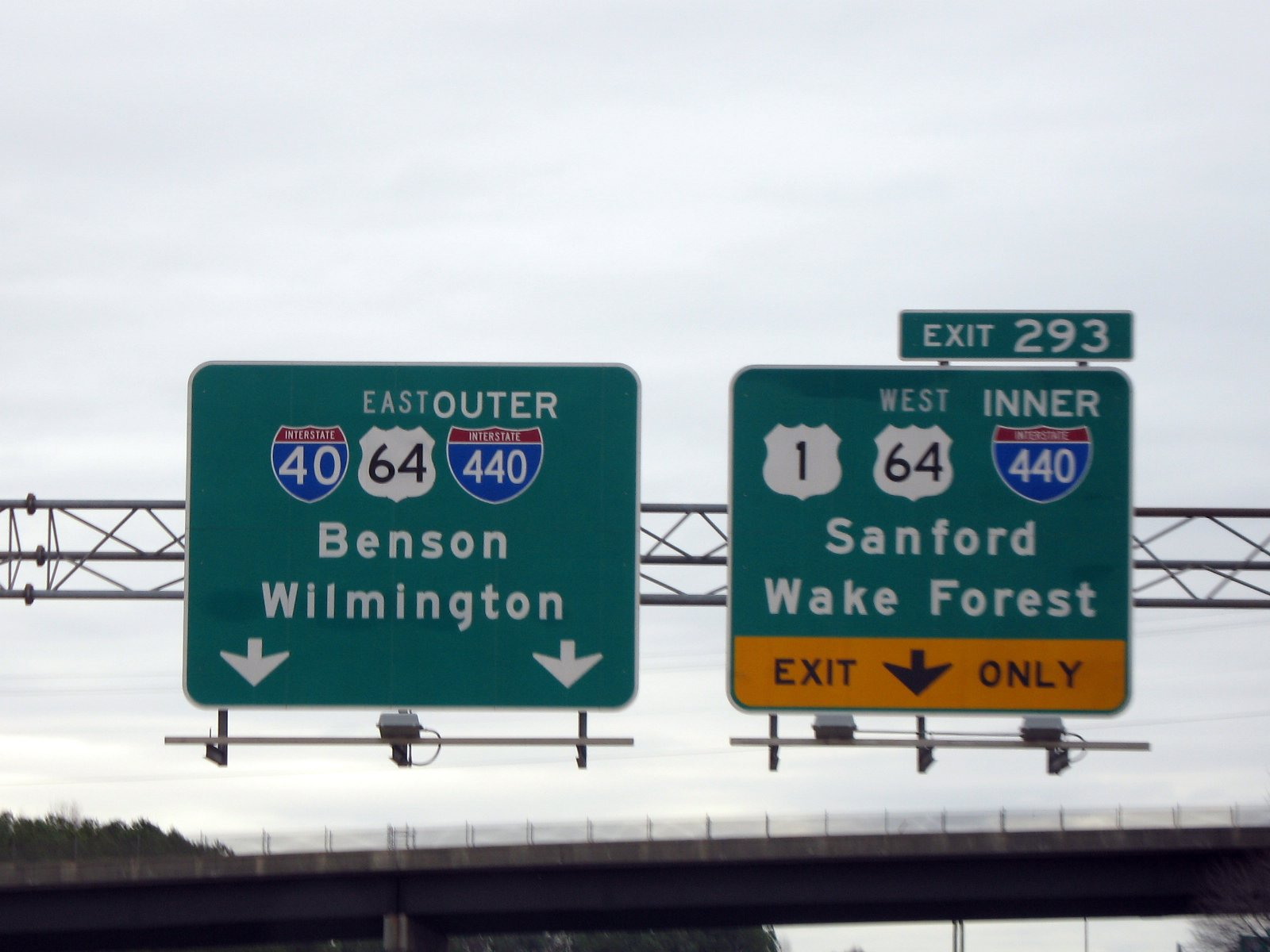
롤리 벨트라인으로 들어가기전의 US 1을 포함한 I-40 동부

## 주요 경유지
플로리다주
- 키웨스트 - 슈거로프 케이 - 빅 파인키 - 베커 케이 - 마이애미 - 포트 St. 루시 - 포르 피어스 - 비로비치 - 타이터스빌 - 데이토나비치 - 세인트 오거스틴 - 잭슨빌 - 캘라한

조지아주
- 포크스톤 - 웨이크로스 - 백슬리 - 리용 - 웨들리 - 오거스타

사우스캐롤라이나주
- 컬럼비아 - 캠던 - 체로

노스캐롤라이나주
- 로킹엄 - 애버딘 - 롤리 - 헨더슨

버지니아주
- 사우스 힐 - 페테스부르크 - 리치먼드

워싱턴 D.C
메릴랜드주
- 볼티모어 - 벨 에어

펜실베이니아주
- 필라델피아

뉴저지주
- 트렌던 - 에디슨

뉴욕주
- 뉴욕 - 뉴로셸

코네티컷주
- 그린위치 - 스템퍼드 - 뉴헤이븐 - 뉴런던

로드아일랜드주
- 프로비던스

매사추세츠주
- 애틀보로 - 보스턴 - 뉴버리포트

뉴햄프셔주
- 햄프턴 - 포츠머스

메인주
- 포틀랜드 - 브런즈윅 - 로클랜드 - 캠던 - 벨패스트 - 엘즈워스 - 체리필드 - 존스보로 - 마키아스 - 펨브룩 -  페리 - 베일리빌 - 프린스턴 - 탑스필드 - 댄포스 - 홀튼 - 프레스크아일 - 카리부 - 포트켄트

## 같이 보기
- 국도 제1A호선 (미국)
- 오버시즈 하이웨이